# Camptostylus
Camptostylus é um género botânico pertencente à família Achariaceae.

## Espécies
- Camptostylus aristatus
- Camptostylus caudatus
- Camptostylus kivuensis
- Camptostylus litoralis
- Camptostylus mannii
- Camptostylus ovalis
- Camptostylus petiolaris